# Ауфхаузер, Рене
Рене́ Ауфха́узер (нем. René Aufhauser; род. 21 июня 1976[…], Фойтсберг, Штирия) — австрийский футболист, полузащитник. Выступал за сборную Австрии.

## Карьера

### Клубная
Воспитанник футбольной школы клуба «Кёфлах», за который сыграл 7 матчей в региональной любительской лиге, аналогично с 1995 по 1996 год выступал на любительском уровне за «Фойтсберг», за который сыграл 17 матчей и забил 2 мяча. Профессиональную карьеру начал в 1997 году в «Аустрии» из Зальцбурга, за которую сыграл 144 матча, забил 18 мячей и впервые стал чемпионом Австрии и обладателем Суперкубка Австрии. В 2001 году перешёл в ГАК, за который сыграл 119 матчей, забил 17 мячей, во второй раз в карьере стал чемпионом Австрии и обладателем Суперкубка Австрии, дважды выиграл Кубок Австрии. В 2005 году вернулся в «Зальцбург», который заплатил за его трансфер сумму в 1.200.000 евро. В составе «Зальцбурга» Рене в третий раз в карьере стал чемпионом Австрии в 2007 году, а затем, в том же году, участвовал вместе с командой в квалификационном раунде Лиги чемпионов и в первом круге Кубка УЕФА.

### В сборной
Сыграл 7 матчей за молодёжную сборную. В составе главной национальной сборной Австрии дебютировал 27 марта 2002 года в матче со сборной Словакии, а первый гол забил 18 мая 2002 года в товарищеском матче со сборной Германии. Участник чемпионата Европы 2008 года, на котором сыграл во всех 3-х матчах команды в группе.

## Достижения
- Чемпион Австрии (3): 1996/97, 2003/04, 2006/07
- Обладатель Кубка Австрии (2): 2001/02, 2003/04
- Обладатель Суперкубка Австрии: (2): 1997, 2002